# Univerzal banka Beograd
Univerzal banka Beograd (code BELEX: UNBN) est une ancienne banque serbe dont le siège était à Belgrade.

## Histoire
Univerzal banka Beograd a été admise au libre marché de la Bourse de Belgrade le 9 janvier 2006 ; elle en a été exclue le 14 février 2014. Sa licence bancaire lui a été retirée par la Banque nationale de Serbie le 31 janvier 2014 et une procédure de mise en faillite a été engagée le 3 février 2014.

## Activités
Univerzal banka offrait un certain nombre de services bancaires aussi bien aux particuliers qu'aux institutionnels : compte courant, prêt, épargne, change, carte de crédit, banque en ligne, etc. La banque disposait de 30 succursales dans tout le pays.

## Données boursières
Le 3 février 2014, lors de sa dernière cotation, l'action de Univerzal banka valait 550 RSD (4,74 EUR),. Elle a connu son cours le plus élevé, soit 50 900 RSD (439,19 EUR), le 1er mars 2007 et son cours le plus bas, soit 240 RSD (2,07 EUR), le 7 octobre 2013.